# Пиндино
Пиндино — деревня в Белозерском районе Вологодской области.
Входит в состав Гулинского сельского поселения, с точки зрения административно-территориального деления — в Кукшевский сельсовет.
Расстояние до районного центра Белозерска по автодороге — 31 км, до центра муниципального образования деревни Никоновская по прямой — 11 км. Ближайшие населённые пункты — Гора, Губа, Кукшево.
По переписи 2002 года население — 3 человека.